# Orleans (Massachusetts)
Pour les articles homonymes, voir Orléans (homonymie).
Orleans  est une ville du comté de Barnstable dans l'État du Massachusetts aux États-Unis avec un début de colonisation dès  1693; son incorporation date de 1797. Elle est située sur le cap Cod, la péninsule au sud-est de Boston.

## Toponymie
Orleans fut nommée en l'honneur de Louis Philippe II, Duc d'Orléans, reconnaissant le soutien de la France aux 13 colonies durant la Révolution Américaine et parce que la ville ne voulait pas d'un nom anglais, car les Britanniques l'avaient capturée deux fois durant la guerre.

## Population
Sa population était de 6 341 habitants au recensement de 2000.

## Câble transatlantique
La ville d'Orleans a été raccordée la station de Brest-Déolen (en Locmaria-Plouzané) en France par un câble transatlantique, destiné au télégraphe, de plus de 6 000 km installé en 1879 et passant par Saint-Pierre-et-Miquelon. En France, la crique de Déolen fut choisie pour la tranquillité des lieux « éloignés de toutes influences de parasites industriels nuisibles aux récepteurs ». De nouveaux câbles aboutirent à Déolen et la station continua de fonctionner jusqu'en 1962, date à laquelle elle fut remplacée, le 12 juillet, par la station de Penmarc'h opérationnelle depuis 1959 avec des câbles coaxiaux.
À Orleans, un musée rappelant cette époque, le French Cable Museum, a été créé juste au-dessus de la grève où arrivaient les câbles en provenance de Déolen.